# Hydroptila flinti
Hydroptila flinti is een schietmot uit de familie Hydroptilidae. De soort komt voor in het Neotropisch gebied.